# Equinox (banda)
Equinox es un grupo formado por cinco artistas que representaron a Bulgaria en el Festival de la Canción de Eurovisión 2018 en Lisboa con la canción «Bones», consiguiendo un decimocuarto puesto con 166 puntos.
Equinox es la primera banda con contrato con Universal. El grupo está formado por cinco miembros, los cantantes búlgaros Zhana Bergendorff, Georgi Simeonov y Vlado Mihailov, y los estadounidenses Johnny Manuel y Trey Campbell. De acuerdo con Borislav Milanov, el productor de la canción, la denominación "Equinox" viene del término equinoccio, que es el día en que, aproximadamente, el día (entendido como el momento entre el orto y el ocaso) y la noche tienen la misma duración en todo el planeta. Este día es celebrado alrededor del mundo y es importante para la mayoría de religiones. Milanov también sostiene que Equinox también viene de igual, dando a entender que todos los miembros del grupo son iguales.

## Miembros

### Zhana Bergendorff
Zhana Bergendorff (en búlgaro: Жана Бергендорф), nació el 20 de octubre de 1985 en Sofía, Bulgaria y empezó a cantar a los 7 años. Zhana proviene de una familia de músicos, ya que su madre y abuelos lo eran. Cuando tenía 18 años, se trasladó a Corea del Sur a cantar, donde vivió hasta 2010 y después se mudó a Dinamarca con su prometido Stefan, al que conoció en el país asiático en 2007. En Dinamarca, participó en la versión danesa de Factor X, programa en el que volvió a concursar en 2013, aunque esta vez en la segunda edición de la versión búlgara, de la cual resultó ganadora. Como artista de Virginia Records, tuvo éxitos como Samurai, que llegó a ser la canción más reproducida en las ondas búlgaras durante 5 semanas, "Igraem s teb do kraya", junto a Kristo, "Nevuzmojni sme sami" y "Dokrai (Докрай)". Bergendorff ganó el premio al debut del año en Bulgaria en los premios BG radio de 2015 y el de Mujer del año en 2014 desde Grazia. Durante 2014 y 2015, fue incluida en una lista de Forbes Bulgaria como una de las figuras más influyentes en Bulgaria. Zhana tiene un hijo llamado Leon, nacido en 2010. Ella habla búlgaro, inglés, coreano y danés.

### Georgi Simeonov
Georgi Simeonov, conocido como JJ (Джей Джей), es un cantante, compositor y productor vocal. Debutó en la popular boy band búlgara 032 a los 16 años. En 2013, comenzó su carrera como solista y lanzó las canciones "Po-dobre, che razbrah" y "Dilar na lubov". En 2009 empezó a enseñar pop, soul y rhythm and blues y clases magistrales en Sofía y Plovdiv. Trabajó también como productor vocal para los álbumes de uno de los mayores artistas musicales búlgaros. Cada año, junto a sus estudiantes, hace conciertos solidarios para ayudar a niños que sufren diabetes, cáncer, de alguna discapacidad, autismo o parálisis cerebral. En 2014, formó parte de The Voice of Summer Tour. También participó en la versión rumana de Factor X.

### Vlado Mihailov
Vladimir Mahailov, más conocido como Vlado Mihailov, es un cantante, compositor y actor búlgaro, además de ser el representante de grupos musicales búlgaros muy conocidos como Safo y Sleng. Antes de estar en Equinox, formó parte de la delegación búlgara en el Festival de la Canción de Eurovisión 2017, celebrado en Kiev, como corista de Kristian Kostov en la canción Beautiful Mess. Como actor, ha trabajado en dos de las mayores películas de Bulgaria de 2017 – Benzin (Alturas) y All She Wrote. Además, es coautor y coproductor de todas las canciones de Sleng tras unirse a la banda y, aparte, compone para muchos artistas del país. También fue invitado para interpretar los papeles principales en la producción búlgara de Mamma Mia!. Ha trabajado como actor de doblaje para Bulgaria en películas animadas como Frozen, Enredados o Los Muppets, entre otras.

### Trey Campbell
Trey Campbell es un compositor de canciones ubicado en Los Ángeles y es uno de los compositores de «Bones». Trey ha escrito para muchos artistas como Dua Lipa, Bebe Rexha, la noruega Julie Bergan y la rumana Alexandra Stan.

### Johnny Manuel
Johnny Manuel es originario de Flint (Míchigan), Estados Unidos. Johnny ha sido actor desde su infancia, habiendo ido de gira con NSYNC a los 14 años. Su actuación de I Have Nothing de Whitney Houston en America's Got Talent en 2017, donde alcanzó las semifinales, acumuló sobre 270 millones de visualizaciones en plataformas. Después de America's Got Talent, lanzó dos singles, "Come Alive" y "Blind Faith", y empezó a trabajar en su álbum debut con Symphonix International.

## Carrera

### 2018–presente

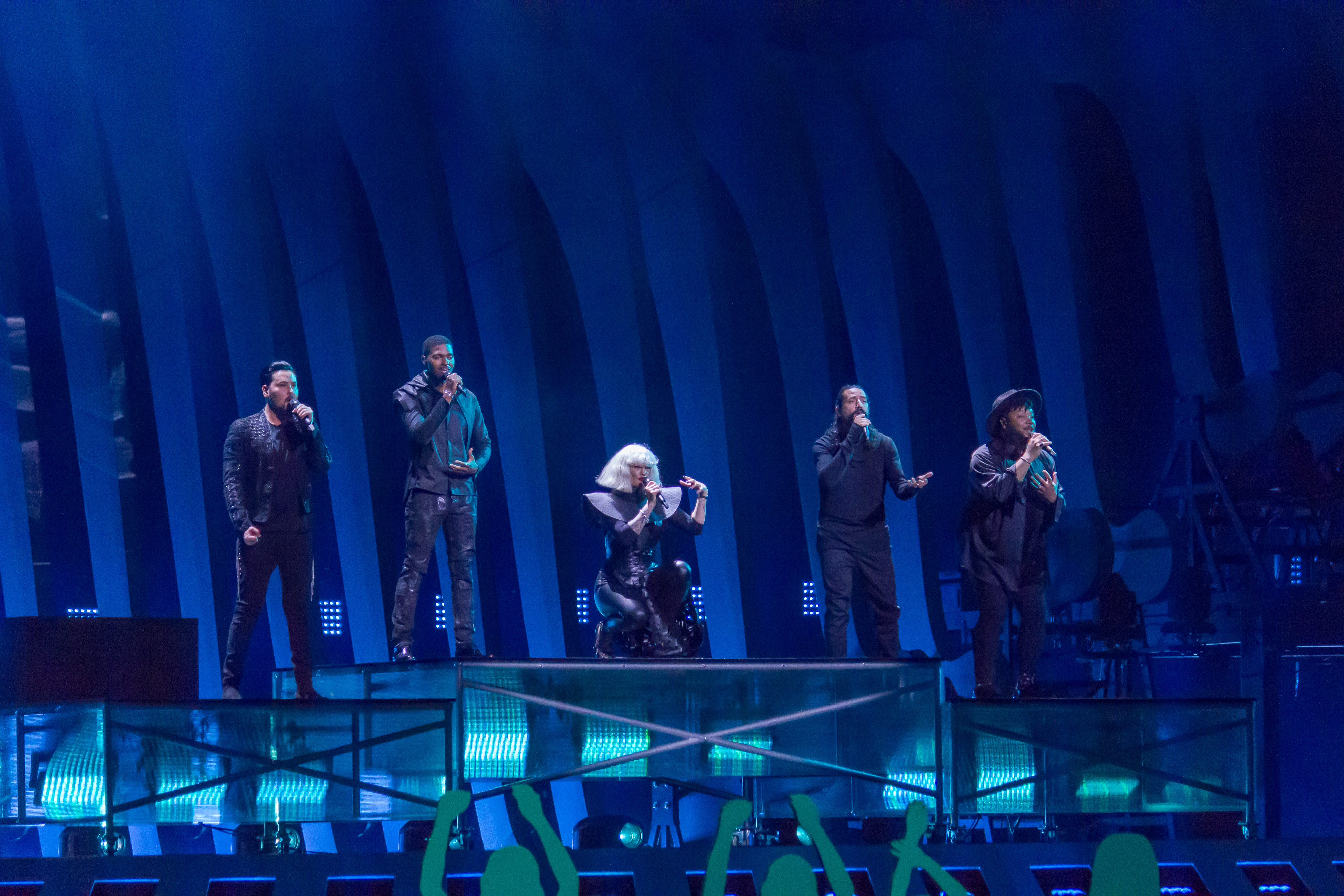
Festival de la Canción de Eurovisión 2018

El 12 de marzo de 2018, fue anunciado por la Televisión Nacional de Bulgaria que Equinox representaría a Bulgaria en el Festival de la Canción de Eurovisión 2018. La canción «Bones» está producida por Symphonics International, al igual que las candidaturas que el país envió al festival en 2016 y 2017, las cuales obtuvieron un 4º y un 2º puesto, respectivamente. La canción fue compuesta por Borislav Milanov, Trey Campbell, Joacim Persson y Dag Lundberg.
El proyecto Equinox fue creado especialmente para el Festival de Eurovisión 2018, encabezado por el compositor Borislav Milanov. Hablando de este proyecto, él apuntó que "Inicialmente tuve planes diferentes para esta canción, pero durante mucho tiempo no pude encontrar un artista adecuado para ello. Todo cambió en 180 grados cuando Georgi Simeonov - JJ, me llamó para preguntar si tenía una canción adecuada para Eurovisión, ya que quería formar parte de la selección de BNT. Cuando grabó partes de la canción, me di cuenta de que algo único podía salir de esto incluyendo voces diferentes. Todo artista nuevo que se uniera al proyecto traería emociones nuevas e historia, lo que mejoró la canción más y más. Desde ese punto ya no había vuelta atrás - sin cualquiera de los otros artistas, Bones perdía su carga, emoción y sensación. Esto es por lo que ellos permanecieron juntos, así que no sacrificaremos la manera en que la canción sonaba. Este es el primer proyecto de este tipo que hemos hecho nunca, crear un grupo para la canción y al revés. La canción es la prueba de que la música es más grande que cualquiera de nosotros, más grande que cualquier ego, porque este proyecto combinaba gente de diferentes culturas con distintos puntos de vista". Días después de la final de Eurovisión, el grupo anunció que continuaría unido para más proyectos con Universal Music Group.

## Discografía

### Sencillos
| Título  | Año  | Posiciones más altas en las listas de éxitos | Posiciones más altas en las listas de éxitos | Álbum |
| Título  | Año  | BUL                                          | SWE Heat.                                    | Álbum |
| ------- | ---- | -------------------------------------------- | -------------------------------------------- | ----- |
| "Bones" | 2018 | 3                                            | 4                                            |       |